# Anomaloninae

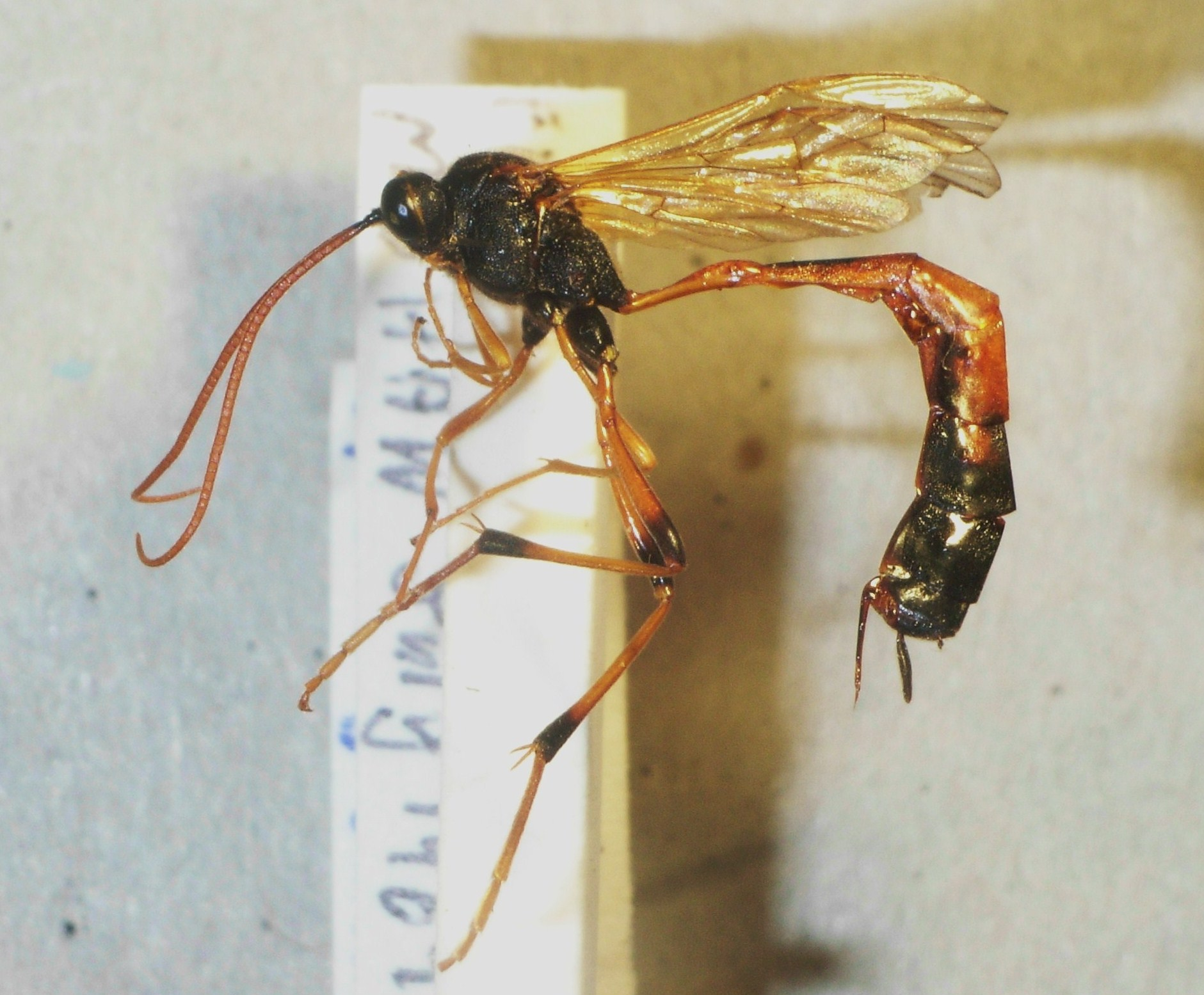
Agrypon sp.

Anomaloninae (лат.) — одна з підродин їздців-іхневмонід (Ichneumonidae), що поділяється на дві триби: Anomalonini (з одним сучасним родом Anomalon) та Gravenhorstiini, яка включає решту родів.

## Особливості морфології імаго та преімагінальних фаз
Від іздців-іхневмонід з інших підродин аномалоніни відрізняються за такими ознаками: вусики у самців без тилоїдів, видовжене стиснуте з боків черевце, груба комірчасто-зморшкувата структура проподеума, потовщені задні лапки (переважно у самців).
Яйця аномалонін гіменоптероїдного типу, як правило округлої або видовжено-овальної форми, колір білий, чи жовтувато-білий. За формою та наявністю виростів їх можна поділити на такі групи: 1) ті, що мають зовнішні вирости (стебельце, чи присоски); 2) овальні без зовнішніх виростів. Ймовірніше за все, форма яєць не є видоспецифічною, а має спільні ознаки, характерні для представників одного роду, або близьких родів.
Тіло личинки складається з головної капсули, трьох грудних і 10 абдомінальних сегментів. Личинка останнього віку має сильно склеротизовану головну капсулу, великі мандибули і майже не виражену епістомальну дугу. Лялечка аномалонін вивчена недостатньо. Личинки аномалонін плетуть тонкий кокон всередині лялечки комахи-хазяїна.

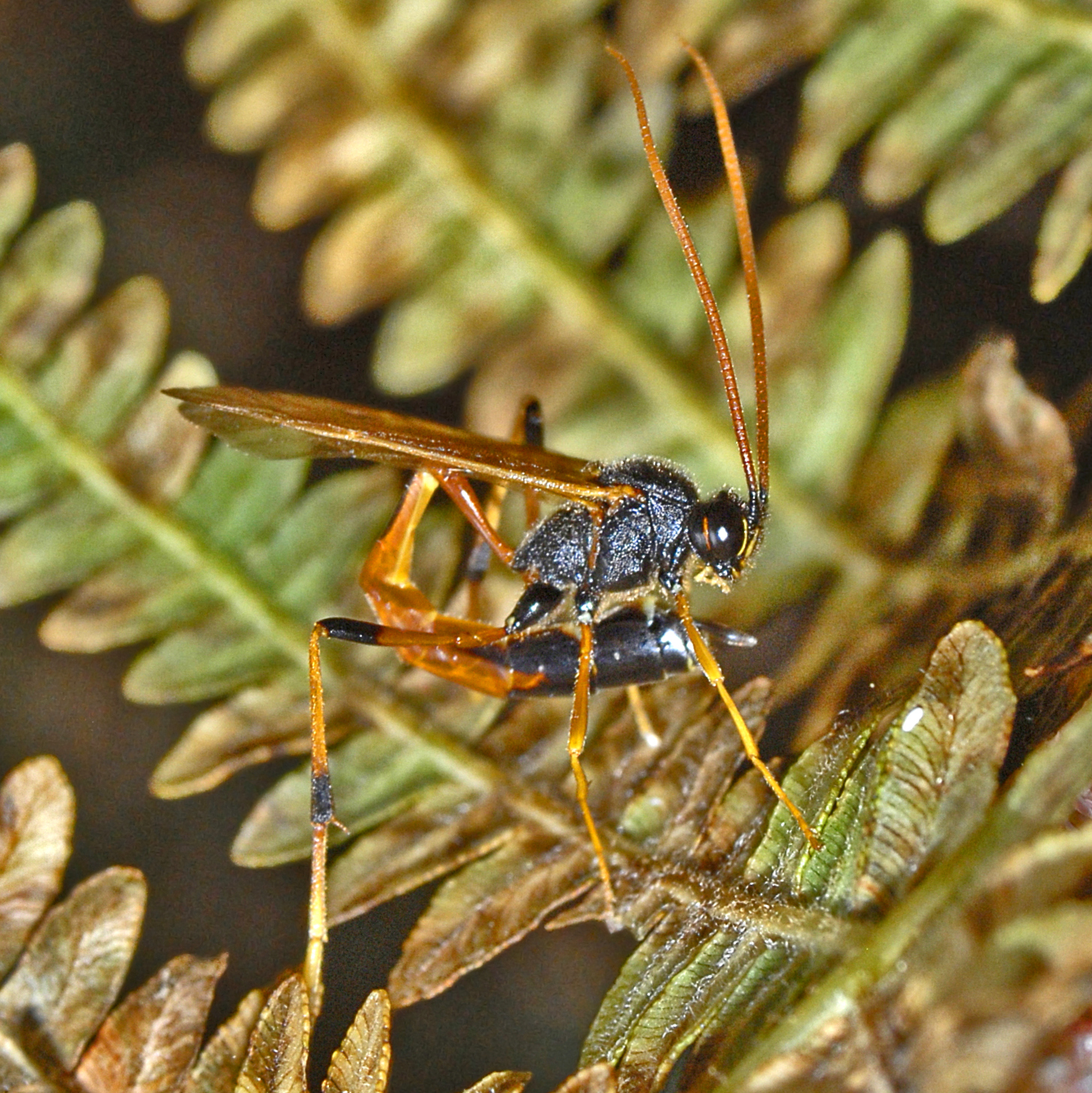
Ichneumon Wasp of the Subfamily Anomaloninae. Piani di Praglia, Genova, Italy

## Спосіб життя
Підродина Anomaloninae — одна з найспеціалізованіших груп їздців-іхневмонід, переважна більшість видів якої пристосувались до зараження рухливих личинок, що живуть відкрито.
Усі представники підродини — це личинково-лялечкові ендопаразитоїди, що відкладають яйце в комаху-хазяїна, а виліт відбувається з лялечки. Види триби Anomalonini паразитують в личинках жуків-чорнотілок та іноді в гусеницях лускокрилих, а їздці триби Gravenhorstiini — лише в гусеницях лускокрилих. Спеціалізація на певному виді хазяїна у аномалонін, швидше за все, відсутня і більшість із них можуть розвиватися на кількох видах з кількох родин лускокрилих. Один вид паразитоїда може заражувати зазвичай хазяїв кількох видів, що підходять за способом життя та розмірами.
Сезонна активність імаго аномалонін значною мірою приурочена до періодів льоту їхніх хазяїв, а також залежить від кліматичних умов даної місцевості. Хоча початок льоту імаго може незначною мірою змінюватися в залежності від погодних умов кожного року, послідовність появи видів аномалонін протягом сезону постійна.

## Поширення
Найбільш поширені в лісостеповій та степовій зонах України. На відміну від більшості їздців-іхневмонід, які чутливі до нестачі вологи, багато видів аномалонін можуть населяти місцевості з доволі посушливим кліматом. Як правило, їх мжна зустріти на полях, лісових галявинах та остепнених схилах пагорбів. Для деяких видів характерна чітко виражена приуроченість до певних місцеіснувань.